# Volo Pan Am 292
Il volo Pan Am 292 era un volo di linea della Pan American decollato dall'aeroporto di Fort-de-France e destinazione l'Aeroporto Internazionale di Coolidge, Antigua.
Il 17 settembre 1965, il Boeing 707 che operava il volo impattò contro il Monte Chances, Isola di Montserrat mentre si apprestava ad atterrare all'Aeroporto di St. Johns.
Nello schianto tutti i trenta occupanti del velivolo perirono all'istante.

## L'aereo
Il velivolo coinvolto nell'incidente era un Boeing 707-121 soprannominato "Clipper Constitution"  con numero di registrazione N708PA e S/N 17586 motorizzato da quattro Pratt & Whitney JT3C-6.
Il Boeing effettuò il primo volo il 20 dicembre 1957 per essere consegnato alla Pan American l'anno successivo.
Al momento dell'incidente aveva accumulato 19 127 ore di volo.

### Equipaggio
Il comandante del Boeing era Hugh James Henderson di 43 anni che aveva accumulato ben 15 354 ore di volo come pilota di linea ed aveva il passaggio su numerose macchine. Il secondo ufficiale, John Aloysius McNicol, aveva un totale di 9 788 ore di volo. Il più giovane pilota a bordo era il secondo ufficiale Huhg Barr Miller con all'attivo 547 ore di volo. In cabina era anche presente l'ingegnere di volo Norman Axel Carlson.

## L'incidente
Il Boeing decollò regolarmente dall'Aeroporto di Martinica ai comandi del comandante Henderson alle 11:04. Alle 11:25 il piloti riportarono al controllo del traffico aereo di St. Jonhs che erano a 4.000 piedi con uno stimato di arrivo per le 11:30. Alla domanda se fossero in vista dell'Aeroporto risposero negativamente.
Diversi testimoni dichiararono di aver visto l'aereo volare a sud-ovest dell'Isola sotto le nubi con carrello esteso e luci di atterraggio accese.
Tra le 11:25 e le 11:28 il Boeing 707 impattò contro il Monte Chances 74 m sotto la vetta ad una altitudine di 915 m sul livello del mare.

## Le indagini
Per accertare le cause dell'incidente venne nominata una inchiesta presieduta dal Governo britannico da cui dipende l'Isola. Grazie all'analisi dei registratori di volo fu possibile appurare che l'equipaggio valutò in modo errato la posizione del velivolo scendendo di quota prematuramente. Infatti i piloti confusero la costa dell'Isola di Montserrat per l'Isola di Antigua dove erano diretti. A causa degli ingenti danni riportati agli strumenti di navigazione gli investigatori non poterono escludere nemmeno un errore degli strumenti.